# Prestación de servicios públicos (España)
El artículo 128.2 de la Constitución Española de 1978 reconoce la iniciativa pública en la actividad económica y permite reservar al sector público estrictamente recursos o servicios esenciales, especialmente en caso de monopolio y asimismo acordar la intervención de empresas cuando así lo exigiere el Interés público o general.

## Gestión de los servicios públicos
La prestación de servicios públicos por parte de la Administración pública puede realizarse según cuatro modalidades distintas, tal y como se recoge en el Real Decreto Legislativo 3/2011, de 14 de noviembre, por el que se aprueba el texto refundido de la Ley de Contratos del Sector Público. NOTA: Esta ley ha sido derogada por la Ley 9/2017, de 8 de noviembre, de Contratos del Sector Público; el contenido de este artículo se refiere pues (en cuanto a las modalidades de gestión indirecta) al de la anterior legislación...

### Gestión directa
Bajo la denominación de gestión directa se engloban todos aquellos modos de prestación en los cuales la Administración territorial ofrece el servicio directamente con sus propios medios o por medio de entidades instrumentalizadas. En consecuencia, esta modalidad gestora se caracteriza por:
- la Administración actúa a través de su propia estructura y organización burocrática, es decir, a través de sus funcionarios y personal contratado, o por medio de la estructura y personal de sus entes instrumentalizados, por lo que se elimina cualquier intervención de terceros en la prestación del servicio;
- la propia Administración prestadora del servicio es quien aporta el capital necesario para ello (sin perjuicio de fuentes de ingreso en servicios sujetos a contraprestación);
- el riesgo de la actividad de gestión difiere según el modelo de gestión directa que se adopte (principio de libre elección de la forma de gestión del servicio público).

Dentro de la gestión directa englobamos los cuatro supuestos siguientes:
1. prestación por la propia Administración, con o sin órgano diferenciado;
2. prestación mediante organismo autónomo -de acuerdo con la terminología establecida en la LOFAGE Ley 6/1997, de 14 de abril, de Organización y Funcionamiento de la Administración General del Estado‑
3. prestación mediante entidad pública empresarial ‑de acuerdo con la terminología establecida por la LOFAGE;
4. y prestación mediante sociedad mercantil sin participación de capital privado.

Para la gestión de servicios de titularidad de la Administración local ver el artículo 85 de la Ley 7/1985 reguladora de las Bases de Régimen Local.

### Gestión interesada
Se trata de una fórmula en cuya virtud la Administración pública y el empresario o empresaria (persona física o jurídica) participarán en los resultados de la explotación del servicio en la proporción que se establezca en el contrato administrativo ‑artículo 156 b LCAP‑, pudiéndose estipular incluso un beneficio mínimo a favor de cualquiera de las partes asociadas atendiendo al resultado de la explotación. El riesgo económico se asume en este caso de modo conjunto.
Esta fórmula de gestión se diferencia de la gestión a través de sociedad de economía mixta puesto que la colaboración Administración-particular no se instrumenta mediante la creación de una sociedad sino a través de un contrato. Es por ello que la mayoría de la doctrina reconoce que en puridad nos encontramos ante una concesión administrativa con cláusula de interesamiento. En la concesión, la gestión se realiza a riesgo y ventura del particular, por lo que la inclusión de la cláusula de interesamiento en que consiste la gestión interesada no es sino una modulación del riesgo y ventura implícito en toda concesión, en virtud de la cual la Administración participará con el particular en los resultados de la gestión.

### Gestión a través de sociedad de economía mixta
La gestión se lleva a cabo a través de la creación de una sociedad mercantil –anónima o de responsabilidad limitada‑ en la que la Administración participa, por sí o por medio de una entidad pública, en concurrencia con personas naturales o jurídicas, o en la participación de una sociedad mercantil ya creada. El carácter mixto de la sociedad resulta de la participación conjunta en el capital social y en la dirección y gestión de la empresa en la que ha de intervenir la Administración.
La gestión a través de sociedad de economía mixta se encuentra prevista en la LCSP como una modalidad contractual de gestión de servicios públicos art. 253 –‑ que englobaría incluso los supuestos en que la participación de la Administración sea mayoritaria, pues sólo se excluyen de su aplicación aquellas sociedades participadas íntegramente por una Administración Pública.

### Gestión privada o indirecta
En estos casos nos encontramos ante una modalidad contractual de prestación de los servicios públicos, por cuanto dicha actividad corresponde a una persona privada que acuerda su prestación con la Administración Pública titular del servicio previo el oportuno proceso de selección del contratista. Su régimen jurídico se encuentra previsto en los artículos 154 a 170 de la LCAP.
Por lo que se refiere a los servicios públicos que pueden ser objeto del contrato de gestión ‑artículo 155 LCAP‑, la Administración Pública podrá acudir a este medio cuando tengan un contenido económico que los haga susceptibles de explotación por empresarios particulares y no impliquen ejercicio de la autoridad inherente a los poderes públicos.
Existen diversas modalidades de contratación de la gestión de los servicios públicos que obedecen a supuestos y características diferentes:

### Sociedad de economía mixta
En la que la Administración participe, por sí o por medio de una entidad pública, en concurrencia con personas naturales o jurídicas. Se tratan de Sociedades Mercantiles prestatarias de un SP, cuyo capital pertenece en parte a la Administración titular y en parte a sujetos privados. Es la técnica organizativa (alumbrada a principios. Del XX), por la que la Administración titular del SP constituye una sociedad en cuyo capital participa con una empresa privada que, además de sus aportaciones de capital y de los medios tecnológicos o el know how, se encarga de la gestión del  SP bajo el control directo de la Administración titular (que se halla presente en sus órganos sociales y participa también en los beneficios de la explotación del SP)

#### Arrendamiento
Consiste en el arrendamiento por parte de la Administración de bienes o instalaciones necesarias para la prestación de un servicio público que es gestionado por el particular arrendatario de los mismos, abonando este un canon periódico a la Administración arrendadora. Así pues, el arrendamiento obedece al mismo esquema que la concesión de servicios públicos, con la diferencia de que aquí los bienes e instalaciones son proporcionados por la Administración, por lo que la inversión del particular es mínima. El plazo máximo de duración del contrato de arrendamiento de servicios públicos será de 10 años.
Actualmente, el arrendamiento se considera derogado como modo de gestión de servicios públicos, al desaparecer de la redacción de la Ley de Contratos de las Administraciones Públicas y de la Ley reguladora de Bases de Régimen Local, como se puede comprobar en el informe 24-05 de la Junta Consultiva de Contratación Administrativa del Ministerio de Economía y Hacienda.

#### Concesión
Es el contrato celebrado entre la Administración y un particular mediante el cual se le reconoce el derecho a ejercitar, a su riesgo y ventura, una actividad de servicio público reservada a la Administración bajo la supervisión de la Administración titular de la actividad.
El régimen jurídico de la concesión se contiene principalmente en la LCAP, si bien resultan igualmente de aplicación ciertos preceptos del Reglamento de la Ley de Contratos aprobado por Real Decreto 1098/2001, de 12 de octubre, sin olvidar que la Ley 48/1998, de 30 de diciembre, establece además reglas específicas en los procedimientos de contratación en los sectores del agua, la energía, los transportes y, por lo que ahora interesa, en las telecomunicaciones.
A pesar de que la explotación del servicio público se hace a riesgo y ventura del concesionario se contempla como de garantía del contratista concesionario la compensación por el riesgo imprevisible y la revisión de precio. 
La compensación por riesgo imprevisible procede en aquellos casos en los que se produce una ruptura del equilibrio económico del contrato por causas sobrevenidas e imprevisibles que no sean imputables al concesionario y tampoco a la Administración.
La revisión de precio opera en aquellos casos en los que está previsto en el contrato.
Hay que destacar que en la concesión de servicio público se contempla la posibilidad de que el concesionario obtenga por delegación de la administración concedente, facultades de policía del servicio regulado en el art. 148 del Real Decreto 1098/2001.

#### Concierto
Se trata de una forma de gestión indirecta prevista tanto en la legislación estatal como en la local especialmente apropiada para hacer frente a los servicios sociales o asistenciales que implica la celebración de un contrato con entidades públicas o privadas o particulares que vengan realizando prestaciones análogas a las que constituyen el servicio público de que se trate.
A diferencia del arrendamiento, en el caso del concierto es la Administración quien aprovecha los locales o instalaciones que tenga el particular para la prestación de la actividad, limitándose únicamente a otorgarle la condición jurídica de gestor del servicio público correspondiente.

## Servicios públicos en España
- Servicio público de radio y televisión española